# Arella
Angela Roth, comumente chamada de Arella, é uma personagem fictícia da DC Comics. Ela é a mãe pacifista da super-heroína empatia Ravena nos quadrinhos e série de televisão dos Teen Titans. Ela é a relutante amante e esposa do todo-poderoso demônio inter-dimensional Trigon, que astuciosamente a seduziu, em forma humana, para ter alguém para governar ao lado dele e gerar sua filha: uma metade humana, metade demônio. 
Angela aparece em sua primeira adaptação em live-action na série de televisão Titans que estreou no DC Universe (plataforma de streaming da DC), interpretada por Rachel Nichols.

## Biografia
Nascida em Gotham City, Angela Roth era uma adolescente deprimida e sem objetivos, que se deparou com cultistas que a incentivaram a participar de uma cerimônia secreta para atrair Trigon, que se manifestaria no plano da Terra. Embora ela soubesse que Trigon era um demônio por origem, ela achava que sua forma humana era autêntica. Depois que ela se casou com ele, e eles fizeram amor, Arella viu a verdadeira forma de Trigon. Ele a mandou de volta para a Terra e Arella estava grávida. Arella tentou se matar com pílulas para dormir em um beco abandonado. Em vez de morrer, no entanto, ela foi levada ao Templo Azarath, localizada entre todas as dimensões. Foi lá que ela aprendeu o pacifismo e teve seu nome mudado para Arella (que significava Anjo Mensageiro para os Azaratas). 
Logo depois de dar à luz a Ravena, ela deu seu cuidado maternal para Azar, a alta sacerdotisa. Ela raramente via Ravena por algum tempo, mas assumiu a tutela de Ravena após a morte de Azar, quando Ravena tinha cerca de dez anos de idade. 
Quando Ravena tinha 18 anos de idade, ela fugiu de Azarath para buscar ajuda dos super-heróis da Terra para impedir a invasão de Trigon. Isso resultou no New Teen Titans. Ravena voltou brevemente a Azarath, pedindo ajuda à mãe. Arella recusou e mandou de volta para a Terra. Quando Ravena estava sendo mantido prisioneiro por Trigon, Arella decidiu deixar Azarath para ajudar seus companheiros de equipe a resgatá-la. Logo depois, Trigon foi selado em outra dimensão. Arella concordou em acompanhá-lo na tentativa de impedi-lo de retornar pelo portal. 
Algum tempo depois, Ravena finalmente cedeu ao controle de seu pai. Arella foi transportada para Azarath, que foi prontamente destruída pelos servos de Trigon. Ela estava entre os poucos sobreviventes. Arella seguiu os Teen Titans para a Terra, a fim de ajudá-los em sua luta contra Trigon e libertar sua filha. Ela viu quando Ravena foi usada para destruir seu pai e depois desaparecer. 
Arella viajou o mundo, tentando encontrar sua filha. Quando ela finalmente a encontrou, ambos foram feitas prisioneiras por cultistas, sob o controle do Irmão Sangue. Depois de passar algum tempo com sua filha na fortaleza de Sangue, elas foram libertadas pelos Teen Titans. 
Após este evento, Arella estabeleceu um rancho que serviria como um santuário para mulheres com problemas. Ela pretendia tornar o local como um novo Azarath. No entanto, a Sociedade dos Gnus matou todas as mulheres e os trabalhadores, deixando apenas Arella viva. Ela foi resgatada pelo Exterminador. Ela, Exterminador e Steve Dayton trabalharam para libertar os Titãs sequestrados da Sociedade dos Gnus de Jericó. Mas quando o Exterminador foi forçado a matar seu filho Jericó, as almas corrompidas de Azarath o deixaram e possuíram Ravena, tornando-a maligna mais uma vez. Arella e Danny Chase se sacrificaram, fundindo-se com as almas de Azarath em Phantasm.

## Em outras mídias

### Televisão
- Arella brevemente fez sua primeira aparição (em uma visão) na série animada Teen Titans no episódio "The Prophecy", com voz de Virgínia Madsen. Quando Ravena escapa para sua dimensão doméstica de Azarath, ela encontra Arella, cuidando de todo um bando de pombas. Ravena implora a sua mãe para ajudá-la a impedir que a profecia seja cumprida, mas Arella (ecoando Slade, embora em um tom muito mais gentil) diz a ela que não adianta e que a promessa de seu nascimento foi absoluta e ela deve cumprir a profecia torne-se o portal de Trigon para a Terra e libere "o fim de todas as coisas mortais". É então revelado que o pacífico reino inter-dimensional de Azarath já foi destruído (ou abandonado e desprovido de vida ou, pelo menos, inabitável) e que o eu físico de Arella pode ter perecido há muito tempo nas mãos de seu próprio "amante demoníaco", tendo dado sua filha suas últimas palavras através de uma espécie de correio de voz telepático. Como sua filha, ela também tinha cabelo violeta e uma pedra preciosa de chakra em forma de losango na testa.
- Na série em live-action de 2018 Titans, a mãe adotiva de Ravena é chamada Melissa Roth (interpretada por Sherilyn Fenn), ela é baleada até a morte no episódio de estréia "Titans" por um acólito de Trigon. É ela quem chamou Ravena pelo nome de "Rachel". No episódio "Asylum", Angela (interpretada por Rachel Nichols) faz sua primeira aparição e é referida como "Angela Azarath". [1] É revelado que ela foi mantida em cativeiro em um hospital psiquiátrico abandonado por anos. Ela é resgatada por Rachel e os outros Titãs. No entanto, ao contrário de suas contrapartes animadas em 2D, ela é totalmente aliada a seu amante demoníaco o suficiente para enganar sua própria filha a chamá-lo adiante.

### Filmes
- No filme de animação da DC Universe Liga da Justiça vs. Jovens Titãs, Arella (com seu nome não revelado) aparece em um flashback detalhando o conto de origem de Ravena para seus colegas Teen Titans, descrito como "jovem, rebelde e ingênuo". Esta encarnação acabou por ser destruída por seu "amante de Satanás" Trigon, juntamente com o pacífico reino paralelo de Azarath e seu povo espiritual, depois que a jovem Ravena involuntariamente o convocou em uma tentativa de aprender mais sobre ele e sobre ela mesma. Com lágrimas escorrendo pelos olhos, ela gritara para sua jovem filha, quando ela foi levada por uma explosão suprema de energia demoníaca disparada de Trigon.

### Diversos
- Na edição 44 do Teen Titans Go! série de quadrinhos, Ravena é vista viajando de volta para Azarath mais uma vez, com toda a cidade totalmente restaurada. Ravena faz questão de visitar Arella para discutir com ela por que agora ela está livre para sentir.